# Clara Angela Macirone

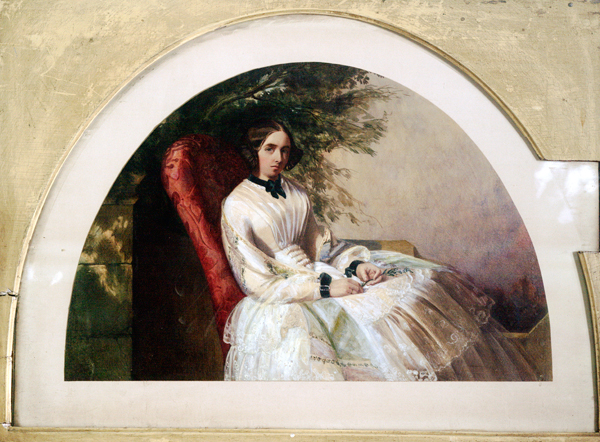
Clara Angela Macirone.

Clara Angela Macirone (Londres, 20 de janeiro de 1821 – Londres, 1895) foi uma pianista e compositora inglesa que publicou suas músicas como C. A. Macirone. Filha de músicos italianos (sua mãe era também pianista e seu pai era um cantor), completou seus estudos na Royal Academy of Music, também ocupando uma posição de ensino na Academia.

## Obras
Obras selecionadas incluem:
- Suite for piano and violin in E minor
- By the Waters of Babylon, anthem
- Jubilate
- Te Deum
- Benedictus[3]
- Footsteps of Angels, choral
- Come to Me Oh Ye Children (Text: Henry Wadsworth Longfellow)
- Fare thee well! and if for ever (Text: George Gordon Noel Byron, Lord Byron)
- Hesperus (Text: Edwin Arnold after Sappho)
- The Balaclava Charge (Text: Alfred, Lord Tennyson)
- There is dew for the flow'ret (Text: Thomas Hood)[4]